# کورنل، شهرستان لس‌آنجلس، کالیفرنیا
کورنل (به انگلیسی: Cornell) یک منطقهٔ مسکونی در ایالات متحده آمریکا است که در شهرستان لس‌آنجلس، کالیفرنیا واقع شده‌است. کورنل ۲۴۰ متر بالاتر از سطح دریا واقع شده‌است.